# Xylopia coriifolia
Xylopia coriifolia este o specie de plante angiosperme din genul Xylopia, familia Annonaceae, descrisă de Henry Nicholas Ridley. Conform Catalogue of Life specia Xylopia coriifolia nu are subspecii cunoscute.